# Сапеляк Степан Євстахійович
Степа́н Євста́хійович Сапеля́к (26 березня 1951, с. Росохач Чортківського району Тернопільської області — 1 лютого 2012, Харків) — український поет, прозаїк, публіцист, літературознавець, правозахисник, громадський діяч. Учасник «Росохацької групи». Член Національної спілки письменників України (1991), міжнародного ПЕН-клубу (1992), Української Гельсінської спілки (1987).

## Життєпис

### Дитинство та ранні юнацькі роки
Степан Сапеляк народився в селі Росохач неподалік міста Чорткова, на півдні Тернопільщини.
Батько родом із Перемишля (нині Польща) — український лемко, вірний греко-католик, муляр і рільник. Мати — Ганна, родом із Тернопільщини, разом зі своєю матір'ю Анастасією співали в хорі церкви святого Миколая.
Навчався в середній загальноосвітній та музичній спеціальній школах за класом духових інструментів у м. Заліщиках (у Росохачі була лише восьмирічна школа), які закінчив у 1969 році. Однією з перших книг, прочитаних Степаном, були «Коли ще звірі говорили» та «Лис Микита» Івана Франка.

### Студентські роки та перший період творчості
Навчався на філологічному факультеті Львівського університету у 1969—1973 рр.

Степан Сапеляк — студент Львівського університету 1972 р. (світлина зі студентського квитка, вилученого при арешті).

За словами самого Степана Сапеляка: «У цей час жив самопідбадьорюванням, писав вірші і тихенько записував героїчні пісні ОУН-УПА "За волю святую супроти "сов'єтів"… Готував рукопис книги "День молодого листя" (свій майбутній "Кримінал!")».
29 жовтня 1972 року після чергових арештів (Ігоря Калинця та інших) написав відкриту заяву на ім'я тодішнього Генсекретаря КПРС Леоніда Брежнєва та Першого секретаря КПУ Володимира Щербицького, у якій висловив незгоду з арештами української інтелігенції.
1972 року Сапеляк надіслав до видавництва збірку поезій, яку один із рецензентів визначив, як «націоналістичну».
17 листопада 1973 році був виключений з комсомолу, а згодом і з вишу. З лютого 1973 року перебував під слідством у Тернопільському КДБ, як учасник молодіжної підпільної групи, члени якої в ніч 22 січня 1973 р. на честь 50-річниці Акту Злуки УНР і ЗУНР у м. Чорткові вивісили жовто-блакитні прапори й розклеїли летючки із протестом і закликом: «звільнити політв'язнів із радянських тюрем й концтаборів». Слідчі органи КДБ інкримінували йому «написання й виготовлення віршів тенденційно націоналістичних, що порочать своїм змістом радянський та суспільно-політичний лад Союзу РСР», віршів антирадянського «наклепницького» змісту з метою «підриву й повалення суспільно-політичного ладу в СРСР та відриву Радянської України від Союзу…», а також звинувачували у так званій «антирадянській агітації та пропаганді».

### На засланні
19 лютого 1973 року заарештований та 24 вересня 1973 засуджений Тернопільським обласним судом за частиною 1 ст. 62 КК УРСР («Антирадянська агітація і пропаганда») та ст. 64 («Організаційна діяльність та участь в антирадянській організації») до 5 років позбавлення волі та 3 років заслання.

Степан Сапеляк під час заслання в Хабаровському краї, де він працював електриком.

Покарання відбував у концтаборах та тюрмах ГУЛАГу міст Пермі, Владимира, Північного Уралу, Охотського узбережжя Хабаровського краю та в Казанському централі. На засланні був на Колимі та в Хабаровському краї.
В ув'язненні брав активну участь у концтабірному русі Опору.
10 грудня 1975 р. академік А. Сахаров у своїй Нобелівській лекції, «Світ. Прогрес. Права людини», зачитаній в Осло Оленою Боннер, зокрема, говорив:
|  | …Я не можу сьогодні розповідати конкретні судові справи, конкретні долі... Я просто назву тут, у цьому залі, імена деяких відомих мені в'язнів. Як ви уже чули вчора, я прошу вас уважати, що всі в'язні совісті, усі політв'язні моєї країни розділяють зі мною честь Нобелівської премії Миру… |

Серед 129 прізвищ в'язнів совісті 74-м він назвав прізвище Степана Сапеляка.

### Другий період творчості та громадсько-політичної діяльності

Степан Сапеляк (ліворуч) під час зустрічі з прем'єр-міністром Канади Мартіном Браяном Малруні Martin Brian Mulroney (крайній праворуч) (19 квітня 1989 р., Оттава, Канада).

Степан Сапеляк під час зустрічі з президентом канадійського відділення Міжнародного ПЕН-Клубу, членом Спілки письменників Канади Гремом Гібсоном (Graeme Gibson, ліворуч від поета), відомою письменницею та громадським Діячем Маргарет Етвуд (Margaret Atwood, праворуч з краю) та іншими канадійськими письменниками (14.04.1989 р. Торонто, Канада)

1983 року «під гласним наглядом» КДБ був поселений у смт Безлюдівка під Харковом. Пізніше — жив у Харкові в районі Залютине. 1984 р. за книгу віршів «День молодого листя»  прийнятий до Міжнародного Пен-клубу (згодом один із засновників українського відділення ПЕН).
Сапеляк так згадує про цей період свого життя:
|  | …Це мої найплідніші й золоті просвітки творчости. І це мої болісні і найтрудніші роки життя. Роки «над прірвою» і роки під високою зорею. Де єдиний вихід – оживляти й виробляти власну чесну думку, відстоювати поняття свободи та християнських цінностей у житті й мистецтвах. І щасливий був я, бо вчителя мав за всіх обставин мого артизму, звитяжця й поета – Ігоря Калинця… |

1986 — співфундатор Української асоціації незалежної творчої інтелігенції.
З лютого 1987 року стає членом Української Гельсінської Групи.
Того ж 1987 р. увійшов до редколегії позацензурного самвидавчого, громадсько-політичного часопису «Український вісник» (за його участі вийшло п'ять чисел журналу та інформаційних бюлетенів) На пропозицію В. Чорновола підписував статті та добірки власним прізвищем, а не псевдонімом.
7 грудня 1987 р. — співзасновник і член Ініціативної групи мистців пера і пензля, театру і кіно — Української Асоціації незалежної творчої інтелігенції ([УАНТІ]) і відповідальний редактор (у співпраці з поетом М. Даньком) за друге число нелегального мистецького видання «Кафедра» за сприяння [УАНТІ].
Від 1987 — член редакційної колегії «Українського вісника», до 1988 — співредактор незалежного позацензурного часопису «Кафедра» у місті Львів, від 1989 — відповідальний редактор за подальші випуски цього часопису в Харкові.
17 липня 1988 р. — заснував Гельсінську Групу в м. Харкові, яку очолював 1988—1990 рр. до її реорганізації в Республіканську партію, яку також і очолював. У серпні 1988 р. вперше в Харкові підняв жовто-блакитний прапор біля пам'ятника Тарасові Шевченкові з активістами УГГ.
1988 р. Степанові Сапеляку присудили премію Літературного фонду ім. Івана Франка в Чикаго (США).
1989 р. (від 30 січня — до 20 травня 1989 р.) — здійснив тримісячний робочий візит до Канади, США, Великої Британії та Західної Німеччини. 19 квітня Степан Сапеляк мав робочу зустріч з Прем'єр-міністром Канади Мартіном Брайяном Малруні та відвідав Палату громад у столиці Канади Оттаві.
1989—1993 рр. стажувався на філолологічно-філософському факультеті Українського Вільного Університету (УВУ) в м. Мюнхен (Німеччина). Співзасновник Української асоціації незалежної творчої інтелігенції (1986).
1989 р. — засновник філії Української Гельсінської Спілки в Харкові.

### За доби незалежної України
1991 року реабілітований Генеральною Прокуратурою України «за відсутністю складу злочину». Того ж року прийнятий до Спілки письменників України
Від 1993 р. працював заступником головного редактора відродженого часопису «Основа» (редактор В. Ілля, Київ). 1993 р. Комітетом з державних премій України Степанові Сапеляку за збірку поезій «Тривалий рваний зойк» присуджено Національну премію України імені Тараса Шевченка в галузі літератури і мистецтва, публіцистики і журналістики за вагомий внесок у розвиток культури. 1994 року присуджено Всеукраїнську літературно-мистецьку премію ім. Левка та Богдана Лепкого за книгу «Журбопис» та публікації в журналі «Тернопіль».

### Родина
У Степана Сапеляка було три дружини та четверо дітей: двоє синів та дві доньки. Один з них ще учень, другий нещодавно одружився. Одна донька закінчила Харківську державну академію культури, друга навчалася у консерваторії в Москві. Мати Ганна мешкає в Тернопільській області.
Помер 1 лютого 2012 р. у м. Харків. За попередньою інформацією, причиною передчасної смерті став інсульт.

## Творчість

Степан Сапеляк, 2010

Про творчість Степана Сапеляка висловлювалися різні відомі літературні та культурні діячі:
|  | …Його творчість у найтяжчу годину уособлювала незламність духу і громадянську совість сучасної української літератури… (Олесь Гончар) |

|  | …Поезії Сапеляка – це небуденне явище нашої української літератури, якщо коротко - - явище сумлінне й совісне в нашій літературі…» (Дмитро Павличко) |

|  | …Книжки письменника Сапеляка – це світла пам'ять, що відбилася пронизливою чистотою і духовною висотою цілого покоління з відчуттям зрячої душі в атмосфері духовного й національного зубожіння…» (Джеймс Мойс – голова Конгресового Комітету США, професор Національного університету «Києво-Могилянська Академія») |

### «Во ім'я Слова»
Збірка поезій «Во ім'я Слова».
Анотація до книги:
|  | Нова книга лауреата Національної премії України ім. Т. Г. Шевченка Степана Сапеляка – осягання й вага слова. Слова будителя. Слова сакрального. Слова, як вищого Дару Божого... Через причастя Апостольського Псальму, слова Шевченкового, поет повертає загальнолюдські цінності, його цілющі духовні начала на многотрудній «кроткій» стезі власної поезії й есеїстики. |

Замість переднього слова статті С. Сапеляка, надруковані в газеті «Літературна Україна» від 19 травня 2007, 9 листопада 2006 та 30 березня 2006 рр.

### «Хроніки дисидентські від головосіку»

Збірка мемуарів «Хроніки дисидентські від головосіку».
Анотація до книги:
|  | Спогади відомого діяча українського національно-визвольного руху 70-х — 90-х років ХХ ст., поета Степана Сапеляка розповідають про його тернистий життєвий шлях: арешт за «антирадянську агітацію та пропаганду», сидіння в радянських концтаборах, діяльність в УГС, участь у харківських акціях протесту, що наближали здобуття Україною незалежності. У книзі друкуються також документи пов'язані з правозахисною діяльністю С. Сапеляка, статті з періодичної преси, листи, фотоматеріали. |

Передні слова: М. Жулинський та Дж. Мейс.
Невільнича мемуаристика «Хроніки дисидентські від головосіку».
Анотація до книги:
|  | Спогади відомого діча українського національно-визвольного руху 70-х - 90-х років ХХ ст., поета Стпана Сапеляка розповідають про його тернистий життєвий шлях: арешт за вивішення у січні 1973 року, разом з товаришами, синьожовтих прапорів у с. Росохач Тернопільської обл., сидіння в радянських концтаборах, діяльність в УГС, участь у харківських акціях протесту, що наближали здобуття Україною незалежності. У книзі друкуються також документи пов'язані з правозахисною діяльністю С. Сапеляка, статті з періодичної преси, листи, фоотматеріали. |

### «Незів'яле листя»
Збірник поезій «Незів'яле листя».
Анотація до книги:
|  | Книга «Незів'яле листя» - це діалог з першою книгою «День молодого листя», за яку поет зазнав репресій, морального терору за радянських часів. Книга з відтінком виклику стероризованій пам'яті України, як застереження історичній амнезії. Це слово стоїцизму, з яким поет зносив свою долю, нині актуальне у нашому порізненому суспільстві. Константою книги «Незів'яле листя» є мотив честі й гідності людини, що являє належну офірність на вівтар вітчизни високою вірою і йде від священних джерел. Другий розділ книжки - любовна лірика поета. |

### «Кричі часу»
«Кричі часу».
Анотація до книги:
|  | До нової книги поета, лауреата Державної премії України ім. Т. Г. Шевченка Степана Сапеляка «Кричі часу» - увійшли твори медитативного осмислення стану між миттю майбутнього і миттю минулого. Стану міфотворення життя у передчутті апокаліпсисного часу. У цьому світі Добро і Зло не умовні і не позачасові сили. Вони застосовні до кожного вчинку й події, віддають відгомоном у минулому і майбутньому. Автор будує свої образи на опнятті тривалості, оживлення минулого, на повторному переживанні історії через вчення Христа. У нього слово належить тільки Абсолюту. Життя Сапеляк бачить через Слово Боже... І тужить Богомир'ям неврем'яних літ... |

### «І каміння те стало хлібами…» Т. 1
Збірник поезій «І каміння те стало хлібами…». Том перший.
Анотація до книги:
|  | До першого тритомного видання вибраних творів видатного українського поета, громадсько-політичного й культурного діяча, лауреата Національної премії України імені Т. Г. Шевченка Степана Сапеляка (нар. 1951 р.) увійшли кілька статей про його життєвий і творчий шлях та основна частина тому - поезії, написані автором у різні роки, зокрема й у часі довголітніх ув'язнень та заслань, яких зазнав поет в імперсько-тоталітарній державі «єдино за слово своє». Мегаметафора, використана в назві тритомника, промовисто нагадує про камені, якими незрідка буває побите все чесне й звитяжне і які в історичній перспективі перетворюються на духовний хліб для людини, суспільства, нації, коли ті здобувають більшу свободу й завдяки цьому осягають глибшу правду. Особливості авторського правопису збережено. |

### «І каміння те стало хлібами…» Т. 2
Збірник есеїв, рецензій, статей «І каміння те стало хлібами…». Том другий.
Анотація до книги:
|  | У другому томі тритомного видання вибраних творів Степана Сапеляка представлені його літературно-критичні, публіцистичні статті й есе, розвідки в царині живопису, виступи, звернення тощо. Із них постає незглибимий космос індивідуальної, вистражданої естетики поета, приступної щиро зацікавленому, інтелектуально й художньо проникливому читацькому світосприйняттю, чільними в якому є передусім віра й пошук Абсолюту, Україна, ї наскрізна буттєво-історична й етноприхологічна ідея, суспільна демократія та свобода людини. Особливості авторського правопису збережено. |

### «І каміння те стало хлібами…» Т. 3
Збірник спогадів, листувань, нотаток зі щоденника «І каміння те стало хлібами…». Том третій.
Анотація до книги:
|  | Центральною частиною третього тому вибраних творів Степана Сапеляка є «Хроніки дисидентські від головосіку», які розповідають про тернистий шлях поета: арешт за «антирадянську агітацію та пропаганду», сидіння в радянських концтаборах, діяльність в УГС. Це також чи не найяскравіші сторінки національно-визвольних змагань під час «перебудови», зокрема на Слобожанщині, одним із лідерів яких був сам автор. До тому увійшли інтерв'ю, листування, щоденникові записи, у яких теж виразно відтворена прежита епоха, гостро і глибоко аналізуються явища, події, факти, моделюється майбутнє, базоване на історично тяглих, незвищимих українських цінностях. Особливості авторського правопису збережно. |

### «Журбопис»

Збірка віршів та публіцистики «Журбопис».
Анотація до книги:
|  | «Журбопис» — книга лауреата Державної премії України ім. Т. Г. Шевченка Степана Сапеляка. До неї увійшли поетичні твори — «як осмислення свободи у передчутті апокаліпсисного часу», що і є своєрідним потоком поетичної свідомості автора поза ув'язненням. До цієї ж музи автор долучає частковий епістолярний доробок акцій протесту супроти комуністичного режиму в різні роки ув'язнення. Уперше друкується низка імпресіоністичних спостережень на сучасне малярство харківських художників, а також у книжці використані архівні світлини автора на засланні, в еміграції, в Україні. |

### «Страсті до любові»

Збірка поезій «Страсті до любові».
В анотації до книги зазначено:
|  | Степан Сапеляк — представник поетичного покоління, що активно увійшло в літературу на початку сімдесятих, коли, за словами автора, «такі поняття, як поет і імперія, були не сумісні». Збірка «Страсті по любові», видана харківським «Майданом», удостоєна премії імені Володимира Свідзинського. |

|  | …Образ Сапеляка і не абстрактний і не невтральний, його фарби виразно національні, фолкльорні, релігійні. Тут спектр широкий і багатий… |

(Олександр Борисенко — д-р філології, професор кафедри всесвітньої літератури. Університет Торонто, Канада.

### «Тривалий рваний зойк»
Збірка поезій «Тривалий рваний зойк».
Анотація до книги:
|  | …Нарешті ми, співвітчизники Степана Сапеляка, маємо змогу познайомитися э його творчістю, яка вистояла в часи найлютіших випробувань, що випали на долю поета, якому виповнилося сорок років, який эалишився вірним своєму моральному виборові: за слово відповідати перед Богом, перед совістю, перед своїм людським призначенням на 3емлі. Книга «Тривалий рваний зойк» вміщує поезії, написані протягом двадцяти років. Вона відбиває духовні пошуки людей, які не могли змиритися з олжею, що вкривала минуле і сучасне України, яким не байдуже її майбуття. |

Передмову до книги Степана Сапеляка написав відомий український поет Павло Мовчан.
Редактор Л. В. Голота.

### «З гіркотою в камені»

Збірка поезій «З гіркотою у камені».
В анотації до книги зазначено:
|  | Метафоричний образ є не лише назвою збірки, він є всією її матерією. Можна так чи так ставитися до такої метафоричности, яка балянсує десь на межі парадоксу, по-різному оцінювати той чи той образ або вираз. Матеріял для закидів теж є i, природно, що не все в збірці рівне. Але ж хто може сумніватися, що перед нами поет — сучасний і незвичний, обдарований дивовижним багатством образних уявлень, чи сумніватися в чесності його голосу і щирості його болю? (Приготовано до друку із запису на тасьмі із передавань радіостанції «Свобода» програми літературного критика, грудень 1988. — Ред.) |

(Олександр Борисенко — д-р філології, професор кафедри всесвітньої літератури. Університет Торонто, Канада.)

### «Без шаблі і вітчизни»

Збірка віршів «Без шаблі і вітчизни»
|  | Більшість віршів Сапеляка в цій збірці відносяться до 80-тих років, є кілька із кінця 70-тих років. Велика їх частина писана на засланні. Безпосередньо про неволю, як таку, поет не пише, але вона відчувається із кожного рядка, в настрою вірша, в підборі образів. В поезіях Сапеляка велика сила. Вони діють тією силою змісту, який віддає сила форми у зоровому читанню, але ще сильніше вони впливають як читати ix голосно. Вони вимагають дуже доброго читця, який віддав би всі нюанси глибини поетової думки в дуже вишуканій, але сильній у своїй щирості, формі. |

(Аріядна Шум — літературознавець, Торонто, Канада)

### Публікації творів
- Сапеляк С. Борюкалися дві сили: Добірка віршів //Кафедра. — 1988. — № 2. — С. 133-137.
- Сапеляк С. Звернення на захист ідеї творчої свободи в національній культурі // Кафедра. — 1988. — № 2. — С. 27-31.
- Сапеляк С. Герніка Чорнобиля; І озовімося — мій дім, мій храм: [Вірші] // Сучасність. — 1988. — № 7-8. — С. 15-20.
- Сапеляк С. З гіркотою в камені: Поезії // Сучасність, 1989. — 160 с.
- Сапеляк С. П'ята печать: [Вірші] // Сучасність. — 1989. — № 2. — С. 25-26.
- Сапеляк С. Вінніпег. Пам'ятник Т. Шевченкові (епістолярна елегія) // Сучасність. — 1990. — № 3. — С. 8-9.
- Степан Сапеляк. Скорботний сніг // Дзвін. — 1990, травень. — № 5. — С. 5-9.
- Сапеляк С. «Вмираємо і живемо…»: Вірш про Ураллаг //Кафедра: Літ.-мист. та наук.-попул. квартальник. — Торонто; Балтимор, 1990. — С. 63-66.
- Степан Сапеляк. Поезія скорбної України. Перед. Д. Павличка // Київ. — 1990, червень. — № 6. — С. 8-13.
- Сапеляк С. Тривалий рваний зойк: Поезії. — К.: Рад. письменник, 1991. — 187 с., іл.
- Степан Сапеляк. Недолею недолю віджену. Післямова С. Йовенко // Вітчизна. — 1991, вересень. — № 9. — С. 9-13.
- Степан Сапеляк. Калинові Еллади // Основа. — 1993. — № 23 (1). — С. 84-97.
- Сапеляк С. Літописемність слова; Таїнство; Калинові еллади: [Вірші] // Тернопіль. — 1993. — № 1. — С. 8-9.
- Сапеляк С. Із недрукованого: [Вірші] // Русалка Дністрова. — 1993. — № 14 (серп.).
- Сапеляк С. П'ята печать; Елегія; Поверніться лицем до сонця; Непокора; Свобода; Життя; До терпіння; Пам'яті Є. Плужника; Монолог з минулим; До боягузів; Моє; Вигнання: [Вірші] // З облоги ночі: Зб. невільничої поезії України 30-80р.р. — К., 1993. — С. 268-385.
- Сапеляк С. Журбопис свободи: (лірико-драм. медитації) // Русалка Дністрова. — 1995. — № 3 (лют.).
- Сапеляк С. «Я свого серця не переступив…»: [Розм. з поетом вів В. Ханас] // Тернопіль вечірній. — 1995. — 22 квіт.
- Сапеляк С. Олівці-чарівці; Казочка про дрімайликів-калабайликів; Котики-воркотики-мяуанегдотики; Віршик; У калинки коло млинка: [Вірші] // Тернопіль. — 1995. — № 4. — С.93.
- Сапеляк С. Із шаблею і Вітчизною // Селянська доля. — 1996. — 1 січ., 20 січ.
- Сапеляк С. Три елегії у метаморфозах // Тернопіль: Тернопільщина літературна. Дод. № 2. — Тернопіль, 1991. — С. 71.
- Сапеляк С. «Я б нічого не міняв у своїм житті…»: [З творчого вечора] / Публ. В. Ханаса // Тернопіль вечірній. — 1995. — 24 трав.
- Сапеляк С. «Моя Україно, смертна Каро…»: [Бесіду вів В.Хмілецький] // Діалог. — 1997. — 25 жовт.
- Степан Сапеляк. Епістолярні елегії // Кур'єр Кривбасу. — 2006, січень. — № 194. — С. 82-107.
- Степан Сапеляк. Мазепа // Море. — 2006, лютий. — № 2. — С. 26-29.

## Премії та нагороди
- 1993 рік — лауреат Національної премії імені Тараса Шевченка за збірку поезій «Тривалий рваний зойк»[37].
- 2002 рік — лауреат премії імені Володимира Свідзінського за книгу «Страсті по любові», видану харківським видавництвом «Майдан» [38].
- 26 листопада 2005 року Степана Сапеляка за вагомий особистий внесок у національне та державне відродження України, самовідданість у боротьбі за утвердження ідеалів свободи і незалежності, активну громадську діяльність нагороджено орденом «За заслуги» ІІІ ступеня[39].
- Лауреат премій імені Левка та Богдана Лепких (1995), імені Володимира Сосюри.
- 2001 р. — нагороджений Міжнародною медаллю «В'язень сумління» Міжнародного фонду «Смолоскип»[40]. 2003 р. — присуджено Міжнародною Лігою українських меценатів та редколегією журналу «Київ» — літературно-мистецьку премію України ім. В. Свідзінського[41][42].
- 2005 р. Указом Президента України нагороджений орденом «За заслуги ІІІ ступеня»[43]. 2006 р. президентом Міжнародного Комітету «Amnesty International» на честь 25-річчя заснування УГГ та «Radio Free Europe / Radio Liberty» нагороджений медаллю «В'язень сумління». 2007 р. Обраний Асамблеєю лауреатів Національних премій України ім. Д Т. Г. Шевченка — співголовою Оргкомітету Академії Шевченківських лауреатів (аналог Гонкурівської академії)[44]. 2009 р. За книгу «Хроніки дисидентські від головосіку» (видання друге, доповнене. 2007. Видавництво «Майдан») нагороджений Першою премією та дипломом фонду Волиняків-Швабінських Українського Вільного Університету (Нью-Йорк, США)[45].
- 18 листопада 2009 р. за визначний особистий внесок у відстоювання національної ідеї, становлення і розвиток Української незалежної держави та активну політичну і громадську діяльність постановою Президента України Сапеляк С. Є., письменник, голова Харківської філії Української гельсінської спілки нагороджений відзнакою Президента України — Хрестом Івана Мазепи[46].
- У цей же час був нагороджений почесною подякою «За особистий внесок у боротьбу за незалежність України, відстоювання ідеалів свободи» Президента України[47], почесною грамотою-подякою Верховної Ради України, низкою відзнак громадських, політичних та релігійних організацій[48]. 25 листопада 2003 року О. Омельченком був нагороджений почесною грамотою-подякою Київського міського голови та нагрудним знаком № 3956.
- 30 березня 2010 в рамках традиційного щорічного конкурсу «Харків'янин року» Харківським Інститутом рейтингових досліджень був номінований почесним званням «Харків'янин 2009 року» в III номінації «Діячі науки, культури, мистецтва»[49].

## Вшанування пам'яті
26 березня р. в с. Росохачі на приміщенні школи, де вчився Степан Сапеляк, відкрито меморіальну таблицю.
23 травня 2017 р. на колишньому приміщенні обласного управління КДБ по вул. Коперника в Тернополі, в підвалах якого С. Сапеляка в 1973 р. дев'ять місяців утримували під слідством, встановлено пам'ятну таблицю.
У Харкові 2017 р. засновано Всеукраїнську літературну премію імені С. Сапеляка [Архівовано 26 лютого 2022 у Wayback Machine.]. Серед її перших лауреатів — Б. Мельничук, Василь і Володимир Погорецькі та Петро Сорока з Тернопільщини і група харківських письменників.